# Bidessonotus sobrinus
Bidessonotus sobrinus är en skalbaggsart som beskrevs av J. Balfour-browne 1947. Bidessonotus sobrinus ingår i släktet Bidessonotus och familjen dykare. Inga underarter finns listade i Catalogue of Life.